# سری سقطی
ابوالحسن سَریّ بن المُغَلَّسی السَقَطی معروف به سری سقطی (وفات ۲۵۳ قمری) عارف و صوفی قرن سوم قمری، متولد بغداد بود و در ابتدا سقط‌فروشی می‌کرد. وی استاد و مرید اکثر عرفای بغداد و دائی جنید بغدادی و از شاگردان و مریدان معروف کرخی بود.
بسیاری از مشایخ عراق در قرن سوم از مریدان او بودند که از جمله می‌توان به احمدبن عاصم انطاکی، ابوالحسین نوری، ابوسعید خرّاز و ابوحمزه بغدادی اشاره کرد که به مصاحبت و خدمت او درآمده بودند.
در میان سخنان وی، دقایق فراوانی دربارهٔ مباحث عمده عرفانی از جمله زهد، مجاهده، انس و هیبت، خوف، اندوه، شکر، یقین، صبر، اخلاص، ذکر، عشق، فراست، غیرت، اهمیت صحبت استاد، شوق، اهمیت اطاعت از مشایخ، سماع، مشاهده، محبت و وجد به چشم می‌خورد.
نکته مهمی که در بیشتر منابع دربارهٔ اقوال او جلب توجه می‌کند آن است که غالب سخنان او را بزرگ‌ترین شاگردش یعنی جنید بغدادی روایت کرده و از این نظر اقوال وی اعتبار و اهمیت خاصی می‌یابد.

از سخنان اوست:
تصوف را سه معنی است، اول آنکه نور معرفتش نور ورع را فرو نکشد، دوم آنکه اندر علم باطن هیچ چیز نگوید که ظاهر کتاب برو نقض کند، و سوم کرامات او را بدان ندارد که پرده باز دَرَد از محارم. 
سری سقطی در بامداد روز سه شنبه سوم رمضان ۲۵۳ هجری قمری از دنیا رفت و در قبرستان شونیزیه بغداد دفن شد.
جُنَید گفت: به نزدیک سَرّی سَقَطی در شدم. وی را دیدم متغیّر. گفتم: چه بوده است؟ گفت: پری‌ای از پریان بر من آمد و پرسید: حیا چه باشد؟ جواب دادم. آن پری آب گشت، چنین که می‌بینی.

## در حکایات
می‌گویند یکی از عرفا به نام " سری سقطی " می‌گفت: من سی سال است که استغفار می‌کنم به خاطر یک " الحمد لله " که گفته‌ام، به خاطر یک شکری که خدا را کرده‌ام: انی استغفر الله منذ ثلاثین سنه لقولی الحمد لله. گفتند چطور؟ گفت من در بغداد دکاندار بودم (این داستان را هم سعدی به شعر درآورده است). یکوقت خبر رسید که فلان بازار بغداد را حریقی پیدا شد و سوخت. دکان من هم در آن بازار بود. به سرعت رفتم ببینم دکان من سوخته یا نه؟ یک کسی به من گفت: آتش به دکان تو سرایت نکرده گفتم: الحمدلله بعد با خودم فکر کردم که آیا تنها تو در دنیا بودی؟ بالاخره آتش چهار تا دکان را سوخته دکان تو را نسوخته یعنی دکان دیگری را سوخته " الحمدلله " معنایش این است که الحمدلله آتش دکان مرا نسوخت، دکان او را سوخت.
سعدی هم در حکایتی گفته:
شبی دود خلق آتشی برفروخت
شنیدم که بغداد نیمی بسوخت
یکی شکر گفت اندران خاک و دود
که دکان ما را گزندی نبود